# Ramon Ros
|  | Per a altres significats, vegeu «Ramon Ros i Badia». |

Ramon Ros (segle XIV) fou un mercedari, natural de Tàrrega, que el 1320 va escriure diverses obres en català i
en traduí del llatí altres. Totes aquestes obres es conservaven en temps de Torres i Amat a l'Escorial:
- «Llaors de madona Santa Maria. Del menyspreu del món».
- «Purgatorium S. Patricii», traducció del llatí al català dedicada a Beatriu muller de Guillem d'Anglesola senyor de Bellpuig, i molt respectable no tant per la seva alta nissaga, per ser filla dels comtes de Pallars i neta de l'emperador de Grècia Teodor II Làscaris, com per la seva extraordinària religiositat i virtuts.
- «Vitae S. Euphrosinae, et Stae. Marinae, Virginum»
- «Vitae S. Mariae AEgiptiacae, et Stae. Paulae Romanae Bethlemiticœ»,
- «Vitae S. Ludovici Tolosatium episcopi, S. Christophori Martiris, et S. Francisci», història de la visió que es diu revelada al monestir de Claravall el 1149, any en què va morir el seu abat sant Malaquies.